# Nati nel 1990/Luglio
| Questa pagina contiene informazioni ricavate automaticamente dalle voci biografiche con l'ausilio del template Bio e di un bot. L'aggiornamento è periodico e automatico e ricostruisce completamente la pagina. Se manca una persona in questa lista, sei pregato di non aggiungerla, ma accertati piuttosto che la sua voce biografica contenga il template Bio e che i dati anagrafici siano correttamente compilati. Se il template Bio manca, inseriscilo tu stesso o, in alternativa, metti l'avviso {{tmp\|Bio}} che ne segnala la mancanza. Se i dati riportati sono sbagliati, correggi direttamente la voce biografica; le modifiche saranno visibili in questa lista entro pochi giorni. Per chiarimenti vedi il progetto biografie. La lista contiene solo le 491 persone che sono citate nell'enciclopedia e per le quali è stato implementato correttamente il template Bio. Pagina aggiornata al 18 ago 2025. |

- 1º luglio - Rory Arnold, rugbista a 15 australiano
- 1º luglio - Pier Barrios, calciatore argentino
- 1º luglio - James Ennis, cestista statunitense
- 1º luglio - Andrew Fenn, ex ciclista su strada e pistard britannico
- 1º luglio - Lukas Geniušas, pianista russo
- 1º luglio - Ali Işık, cestista turco
- 1º luglio - Kang Kuk-chol, calciatore nordcoreano
- 1º luglio - Claudine Meffometou Tcheno, calciatrice camerunese
- 1º luglio - Vujadin Savić, ex calciatore serbo
- 1º luglio - Goran Siljanovski, calciatore macedone
- 1º luglio - Gianluca Tamberi, giavellottista e modello italiano
- 1º luglio - Jonatan Tollås Nation, ex calciatore norvegese
- 1º luglio - Chris Walker-Hebborn, ex nuotatore britannico
- 1º luglio - Justin Watts, cestista statunitense
- 2 luglio - Antonio Abadía, mezzofondista spagnolo
- 2 luglio - Clara Alvarado, attrice spagnola
- 2 luglio - Irven Ávila, calciatore peruviano
- 2 luglio - Rex Burkhead, ex giocatore di football americano statunitense
- 2 luglio - Kayla Harrison, artista marziale mista e ex judoka statunitense
- 2 luglio - Chelsea Hopkins, cestista statunitense
- 2 luglio - Kenzie Taylor, attrice pornografica statunitense
- 2 luglio - Evgenija Kolodko, pesista russa
- 2 luglio - Roman Lob, cantante tedesco
- 2 luglio - Andrij Nesterov, calciatore ucraino
- 2 luglio - Nneka Ogwumike, cestista statunitense
- 2 luglio - Álex Quintanilla, calciatore spagnolo
- 2 luglio - Margot Robbie, attrice e produttrice cinematografica australiana
- 2 luglio - Danny Rose, ex calciatore inglese
- 2 luglio - Ryō Shinzato, calciatore giapponese
- 2 luglio - Ricardo Ulloa, ex calciatore salvadoregno
- 3 luglio - Fabio Aru, ex ciclista su strada italiano
- 3 luglio - Lukáš Bartošák, calciatore ceco
- 3 luglio - Gergő Beliczky, calciatore ungherese
- 3 luglio - Mauro Bellone, calciatore argentino
- 3 luglio - Nana Iwasaka, pallavolista giapponese
- 3 luglio - Nenad Krstičić, dirigente sportivo e ex calciatore serbo
- 3 luglio - Anders Lee, hockeista su ghiaccio statunitense
- 3 luglio - Lucas Mendes, calciatore brasiliano
- 3 luglio - Federica Primavera, ciclista su strada e pistard italiana
- 3 luglio - Dennis Rasmussen, hockeista su ghiaccio svedese
- 3 luglio - Jordan Reed, ex giocatore di football americano statunitense
- 3 luglio - Alison Riske-Amritraj, tennista statunitense
- 3 luglio - Denis Aleksandrovič Rod'kin, danzatore russo
- 3 luglio - Kento Sakuyama, ex saltatore con gli sci giapponese
- 3 luglio - Arlan Pablo Vieira, giocatore di calcio a 5 brasiliano
- 4 luglio - Melissa Barrera, attrice messicana
- 4 luglio - Stine Borgli, ciclista su strada norvegese
- 4 luglio - Steven Camilleri, pallanuotista maltese
- 4 luglio - Shō Endō, sciatore freestyle giapponese
- 4 luglio - Jake Gardiner, hockeista su ghiaccio statunitense
- 4 luglio - Hans Gurbig, attore tedesco
- 4 luglio - Rosen Kolev, ex calciatore bulgaro
- 4 luglio - David Kross, attore tedesco
- 4 luglio - Joaquín Laso, calciatore argentino
- 4 luglio - Keita Machida, attore giapponese
- 4 luglio - Valérie Maltais, pattinatrice di short track e pattinatrice di velocità su ghiaccio canadese
- 4 luglio - Fredo Santana, rapper statunitense († 2018)
- 4 luglio - Lucas Vieira de Souza, ex calciatore brasiliano
- 4 luglio - Nicolás Vélez, ex calciatore argentino
- 4 luglio - Wei Pi-hsiu, ex arciera taiwanese |PostNazionalità=, specialista dell'arco olimpico, che ha rappresentato il suo paese ai giochi olimpici di
- 4 luglio - Naoki Yamada, calciatore giapponese
- 4 luglio - Zhang Ze, tennista cinese
- 5 luglio - Abeba Aregawi, mezzofondista etiope
- 5 luglio - Jaŭhen Barsukoŭ, calciatore bielorusso
- 5 luglio - Aaron Brewer, giocatore di football americano statunitense
- 5 luglio - Marie-Ange Casta, attrice e modella francese
- 5 luglio - Diego Cataño, attore messicano
- 5 luglio - Carlotta Giovannini, allenatrice di ginnastica artistica e ex ginnasta italiana
- 5 luglio - Vladislav Ivanov, ex calciatore moldavo
- 5 luglio - Federico Lértora, calciatore argentino
- 5 luglio - Davit' Manoyan, calciatore armeno
- 5 luglio - Tom Marshall, rugbista a 15 neozelandese
- 5 luglio - James Morosini, attore e regista statunitense
- 5 luglio - James O'Connor, rugbista a 15 australiano
- 5 luglio - Paolo Paci, cestista italiano
- 5 luglio - Dani Suárez, ex calciatore spagnolo
- 5 luglio - Tunku Abdul Jalil, principe malese († 2015)
- 5 luglio - Freddy Winsth, calciatore svedese
- 6 luglio - Jamell Anderson, cestista britannico
- 6 luglio - Theyab Awana, calciatore emiratino († 2011)
- 6 luglio - Wizkid, cantautore nigeriano
- 6 luglio - Marcin Budziński, calciatore polacco
- 6 luglio - Gent Cakaj, politico albanese
- 6 luglio - Jae Crowder, cestista statunitense
- 6 luglio - Nicolò De Devitiis, conduttore televisivo italiano
- 6 luglio - Roei Gordana, calciatore israeliano
- 6 luglio - Maksim Grigor'ev, ex calciatore russo
- 6 luglio - Magaye Gueye, ex calciatore francese
- 6 luglio - Asuman Karakoyun, ex pallavolista turca
- 6 luglio - Ihar Kuz'mjanok, calciatore bielorusso
- 6 luglio - Li Ziqi, blogger cinese
- 6 luglio - Muris Mešanović, calciatore bosniaco
- 6 luglio - Daiana Mureșan, pallavolista rumena
- 6 luglio - Mario Musa, ex calciatore croato
- 6 luglio - Louise Parfait, calciatore camerunese
- 6 luglio - Gerson Rodas, calciatore honduregno
- 6 luglio - Felix Schoft, ex saltatore con gli sci tedesco
- 6 luglio - Jeremy Suarez, attore e doppiatore statunitense
- 6 luglio - Meg Mac, cantautrice australiana
- 6 luglio - Jurijus Veklenko, cantante lituano
- 7 luglio - Lee Addy, ex calciatore ghanese
- 7 luglio - Mark Asigba, calciatore ghanese
- 7 luglio - Antonio Donnarumma, calciatore italiano
- 7 luglio - Frank Gaines, cestista statunitense
- 7 luglio - Anel Hebibović, calciatore bosniaco
- 7 luglio - Joe Marler, ex rugbista a 15 britannico
- 7 luglio - Kathryn McCormick, attrice, ballerina e modella statunitense
- 8 luglio - Ludwig Kaiser, wrestler tedesco
- 8 luglio - Nicolás Colazo, calciatore argentino
- 8 luglio - Wilson Eduardo, calciatore portoghese
- 8 luglio - Kermit Erasmus, calciatore sudafricano
- 8 luglio - Francisco Fajardo, calciatore venezuelano
- 8 luglio - Svetlana Filippova, tuffatrice russa
- 8 luglio - Pansa Hemviboon, calciatore thailandese
- 8 luglio - Michael Johnson, calciatore britannico
- 8 luglio - Berit Kauffeldt, pallavolista tedesca
- 8 luglio - Ismaël Keïta, calciatore maliano
- 8 luglio - Alexandru Maxim, calciatore rumeno
- 8 luglio - Fabian Molina, politico svizzero
- 8 luglio - Kevin Trapp, calciatore tedesco
- 8 luglio - Jovica Vasilić, calciatore serbo
- 8 luglio - Stephanie Wagner, cestista tedesca
- 9 luglio - Aimer, cantautrice, compositrice e paroliera giapponese
- 9 luglio - Earl Bamber, pilota automobilistico neozelandese
- 9 luglio - Joe Corona, calciatore statunitense
- 9 luglio - Rebekah Gardner, cestista statunitense
- 9 luglio - Garrett Gilkey, giocatore di football americano statunitense
- 9 luglio - Sōsuke Ikematsu, attore e doppiatore giapponese
- 9 luglio - Lucas Lima, calciatore brasiliano
- 9 luglio - Nataly Michel, schermitrice messicana
- 9 luglio - Leandro Pimenta, calciatore portoghese
- 9 luglio - Rafael Pereira da Silva, ex calciatore brasiliano
- 9 luglio - Hitomi Saitō, pattinatrice di short track giapponese
- 9 luglio - Shayne Skov, giocatore di football americano statunitense
- 9 luglio - André Sousa, calciatore portoghese
- 9 luglio - Enda Stevens, calciatore irlandese
- 9 luglio - William Lebghil, attore e comico francese
- 9 luglio - Fábio Pereira da Silva, ex calciatore brasiliano
- 10 luglio - Sung Joon, attore e modello sudcoreano
- 10 luglio - Fabio Berardini, politico italiano
- 10 luglio - Kim Cesarion, cantautore svedese
- 10 luglio - Anna Gavrilenko, ginnasta russa
- 10 luglio - Elliot Knight, attore britannico
- 10 luglio - Lee Si-a, attrice sudcoreana
- 10 luglio - Jordany Martinus, giocatore di calcio a 5 olandese
- 10 luglio - Antonia Michalsky, attrice e modella tedesca
- 10 luglio - Eunan O'Kane, ex calciatore nordirlandese
- 10 luglio - Arcëm Rachmanaŭ, calciatore bielorusso
- 10 luglio - Trent Richardson, giocatore di football americano statunitense
- 10 luglio - Elena Runggaldier, ex saltatrice con gli sci italiana
- 10 luglio - Emily Skeggs, attrice e cantante statunitense
- 10 luglio - Nils Teixeira, calciatore tedesco
- 10 luglio - Ali Şaşal Vural, calciatore turco
- 10 luglio - Toni Wirsing, pilota motociclistico tedesco
- 10 luglio - Emilijus Zubas, ex calciatore lituano
- 11 luglio - John Ampomah, giavellottista ghanese
- 11 luglio - Mona Barthel, tennista tedesca
- 11 luglio - Vullnet Basha, ex calciatore svizzero
- 11 luglio - Andreas Billi, tuffatore italiano
- 11 luglio - Daniel Colman, giocatore di poker statunitense
- 11 luglio - Fabian Holland, calciatore tedesco
- 11 luglio - Adam Jezierski, attore polacco
- 11 luglio - Elijah Johnson, ex cestista statunitense
- 11 luglio - Achille Lauro, cantautore e rapper italiano
- 11 luglio - Noa Nakaitaci, rugbista a 15 figiano
- 11 luglio - Melissa Naschenweng, cantante austriaca
- 11 luglio - Connor Paolo, attore statunitense
- 11 luglio - Nikos Pappas, cestista e politico greco
- 11 luglio - Patrick Peterson, ex giocatore di football americano statunitense
- 11 luglio - Vitor Saba, ex calciatore brasiliano
- 11 luglio - Lynsey Sharp, mezzofondista britannica
- 11 luglio - Risa Shinnabe, ex pallavolista giapponese
- 11 luglio - Daniele Tinti, comico italiano
- 11 luglio - Masis Voskanyan, calciatore armeno
- 11 luglio - Caroline Wozniacki, tennista danese
- 11 luglio - Xie Wenjun, ostacolista cinese
- 11 luglio - Dmytro Čumak, sollevatore ucraino
- 12 luglio - Bebé, calciatore portoghese
- 12 luglio - Abdulaziz Belraysh, calciatore libico
- 12 luglio - Rachel Brosnahan, attrice statunitense
- 12 luglio - Dzmitryj Dzjubin, marciatore bielorusso
- 12 luglio - Philipp Eitzinger, pilota motociclistico austriaco
- 12 luglio - Yassine El Ghanassy, ex calciatore belga
- 12 luglio - Drew Gordon, cestista statunitense († 2024)
- 12 luglio - Anastasia Grymalska, tennista ucraina
- 12 luglio - Miguel Ángel Guerrero Martín, calciatore spagnolo
- 12 luglio - Chris Jones, giocatore di football americano statunitense
- 12 luglio - Joni Kauko, calciatore finlandese
- 12 luglio - Ryo Kiyuna, karateka giapponese
- 12 luglio - Mauro Maidana, calciatore argentino
- 12 luglio - Maverick Sabre, cantautore e rapper britannico
- 12 luglio - Sebastian Seidl, judoka tedesco
- 12 luglio - Chehales Tapscott, cestista statunitense
- 12 luglio - Julian Wade, calciatore dominicense
- 12 luglio - Tex Whitelocke, calciatore britannico
- 12 luglio - Xu Mengtao, sciatrice freestyle cinese
- 13 luglio - Murat Akça, calciatore turco
- 13 luglio - Erik Björndahl, ex calciatore svedese
- 13 luglio - Brandon Boykin, giocatore di football americano statunitense
- 13 luglio - Adam Eriksson, ex calciatore svedese
- 13 luglio - Oliviero Fabiani, rugbista a 15 e allenatore di rugby a 15 italiano
- 13 luglio - Samuel García Sánchez, ex calciatore spagnolo
- 13 luglio - Alizé Lim, giornalista e tennista francese
- 13 luglio - Gerald Melzer, tennista austriaco
- 13 luglio - Jonathan Mensah, calciatore ghanese
- 13 luglio - Eduardo Salvio, calciatore argentino
- 13 luglio - Curt Stallion, wrestler statunitense
- 13 luglio - Matt Weinberg, attore statunitense
- 13 luglio - Elady Zorrilla, calciatore spagnolo
- 14 luglio - Federica Brignone, sciatrice alpina italiana
- 14 luglio - Mary Durojaye, ex cestista nigeriana
- 14 luglio - Patricia Gunawan, modella, conduttrice televisiva e conduttrice radiofonica indonesiana
- 14 luglio - Uladzimir Ihnacik, tennista bielorusso
- 14 luglio - Tavarres King, giocatore di football americano statunitense
- 14 luglio - Danil Klënkin, calciatore russo
- 14 luglio - Sarp Can Köroğlu, attore turco
- 14 luglio - Jeremy Lane, giocatore di football americano statunitense
- 14 luglio - Jack Leathersich, giocatore di baseball statunitense
- 14 luglio - Izwan Mahbud, calciatore singaporiano
- 14 luglio - Aleksandr Marochkın, calciatore kazako
- 14 luglio - Jan Nepomnjaščij, scacchista russo
- 14 luglio - James Nunnally, cestista statunitense
- 14 luglio - Jasmin Šćuk, ex calciatore bosniaco
- 14 luglio - Andrea Seculin, calciatore italiano
- 14 luglio - Nathan Sobey, cestista australiano
- 15 luglio - Rebeca Alemañy, attrice, regista e sceneggiatrice spagnola
- 15 luglio - Olly Alexander, cantante e attore britannico
- 15 luglio - Denico Autry, giocatore di football americano statunitense
- 15 luglio - Barbee, cantante ungherese
- 15 luglio - Armin Bauer, ex combinatista nordico italiano
- 15 luglio - Alexander Calvert, attore canadese
- 15 luglio - Javier Cienfuegos, martellista spagnolo
- 15 luglio - Tyler Honeycutt, cestista statunitense († 2018)
- 15 luglio - Damian Lillard, cestista e rapper statunitense
- 15 luglio - Giedrė Paugaitė, cestista lituana
- 15 luglio - João Rodrigues, hockeista su pista portoghese
- 15 luglio - Jacopo Sarto, rugbista a 15 italiano
- 15 luglio - Burutay Subaşı, pallavolista turco
- 15 luglio - Sumire, modella, attrice e personaggio televisivo giapponese
- 16 luglio - Vick Ballard, giocatore di football americano statunitense
- 16 luglio - Büşra Cansu, pallavolista turca
- 16 luglio - Augusto Dutra de Oliveira, astista brasiliano
- 16 luglio - Arturo García Sancho, attore spagnolo
- 16 luglio - Pål Golberg, ex fondista norvegese
- 16 luglio - Daryl Homer, schermidore statunitense
- 16 luglio - Shelton Johnson, giocatore di football americano statunitense
- 16 luglio - Kyle Kaplan, attore statunitense
- 16 luglio - Marcus Burley, giocatore di football americano statunitense
- 16 luglio - James Maslow, attore e cantante statunitense
- 16 luglio - Vasil Panajotov, calciatore bulgaro
- 16 luglio - Vinjar Slåtten, sciatore freestyle norvegese
- 16 luglio - Giorgio Tavecchio, ex giocatore di football americano e allenatore di football americano italiano
- 16 luglio - Mattson Tomlin, sceneggiatore, regista e produttore cinematografico romeno
- 16 luglio - Lidewij Welten, hockeista su prato olandese
- 16 luglio - Johann Zarco, pilota motociclistico francese
- 16 luglio - C. Tangana, rapper spagnolo
- 17 luglio - Stanislav Bučnev, calciatore russo
- 17 luglio - J.R. Celski, pattinatore di short track statunitense
- 17 luglio - Jordon Crawford, cestista statunitense
- 17 luglio - Nick DeLeon, ex calciatore statunitense
- 17 luglio - Evandro Oliveira, giocatore di beach volley brasiliano
- 17 luglio - Chase Ford, giocatore di football americano statunitense
- 17 luglio - Omar Fraile, ciclista su strada spagnolo
- 17 luglio - Baptiste Gros, fondista francese
- 17 luglio - David Haro, calciatore spagnolo
- 17 luglio - T.J. Johnson, giocatore di football americano statunitense
- 17 luglio - Michal Jordán, hockeista su ghiaccio ceco
- 17 luglio - Jop van der Linden, calciatore olandese
- 17 luglio - Heinz Lindner, calciatore austriaco
- 17 luglio - Vanessa Low, atleta paralimpica tedesca
- 17 luglio - Hampus Nilsson, ex calciatore svedese
- 17 luglio - Petru Ojog, ex calciatore moldavo
- 17 luglio - Klæmint Olsen, calciatore faroese
- 17 luglio - Matt Reid, tennista australiano
- 17 luglio - Leslee Smith, cestista anglo-verginiano
- 17 luglio - Dominik Solecki, giocatore di calcio a 5 polacco
- 18 luglio - Abdel-Majed Abdel Bary, rapper egiziano († 2023)
- 18 luglio - Kudakwashe Bhasopo, calciatrice zimbabwese
- 18 luglio - Mallory Cecil, tennista statunitense
- 18 luglio - George Corral, calciatore messicano
- 18 luglio - Fineza Eusébio, ex cestista angolana
- 18 luglio - Claudia Giovine, tennista italiana
- 18 luglio - Sayaka Iwasaki, pallavolista giapponese
- 18 luglio - Anders Konradsen, calciatore norvegese
- 18 luglio - Katia Ledoux, cantante lirica francese
- 18 luglio - Harold Reina, calciatore colombiano
- 18 luglio - Mandy Rose, wrestler e modella statunitense
- 18 luglio - Irak'li Sikharulidze, calciatore georgiano
- 18 luglio - Yannick Thoelen, calciatore belga
- 18 luglio - Xu Lizhi, poeta cinese († 2014)
- 18 luglio - Saúl Álvarez, pugile messicano
- 19 luglio - Abdulla Al-Haza'a, calciatore bahreinita
- 19 luglio - Stefania Berton, pattinatrice artistica su ghiaccio italiana
- 19 luglio - Claudia Cagninelli, pallavolista italiana
- 19 luglio - Patrik Camilo Cornélio da Silva, ex calciatore brasiliano
- 19 luglio - Caroline Bonde Holm, astista danese
- 19 luglio - Rosie Jones, modella britannica
- 19 luglio - Steven Anthony Lawrence, attore statunitense
- 19 luglio - Petru Leucă, calciatore moldavo
- 19 luglio - Magdalena Lobnig, canottiera austriaca
- 19 luglio - Davide Luppi, calciatore italiano
- 19 luglio - Darlington Nagbe, calciatore liberiano
- 19 luglio - Ryan Jude Novelline, artista e stilista statunitense
- 19 luglio - Laurens Paulussen, ex calciatore belga
- 19 luglio - Norberto Pereira Marinho Neto, calciatore brasiliano
- 19 luglio - Aron Pálmarsson, ex pallamanista islandese
- 19 luglio - Javier Ros, ex calciatore spagnolo
- 19 luglio - Saad Surour, ex calciatore emiratino
- 19 luglio - Fonthip Watcharatrakul, modella tailandese
- 19 luglio - Ebru Ünlü, attrice turca
- 20 luglio - Oleksandr Chocjanivs'kyj, lottatore ucraino
- 20 luglio - Bradley Diallo, calciatore francese
- 20 luglio - Kōji Hachisuka, ex calciatore giapponese
- 20 luglio - Ali Haidar, cestista libanese
- 20 luglio - Keigo Higashi, calciatore giapponese
- 20 luglio - Steven Joseph-Monrose, calciatore francese
- 20 luglio - Jitka Landová, ex biatleta ceca
- 20 luglio - Micah Lawrence, ex nuotatrice statunitense
- 20 luglio - Nathan Lewis, ex calciatore trinidadiano
- 20 luglio - Anastasija Logunova, cestista russa
- 20 luglio - Oliver Mackeldanz, cestista tedesco
- 20 luglio - Dino Martinović, calciatore croato
- 20 luglio - Tommie-Amber Pirie, attrice canadese
- 20 luglio - Wendie Renard, calciatrice francese
- 20 luglio - Ole Söderberg, ex calciatore svedese
- 20 luglio - Éric Tié Bi, ex calciatore ivoriano
- 20 luglio - Lars Unnerstall, calciatore tedesco
- 21 luglio - Giovanni Vinci, wrestler italiano
- 21 luglio - Evelyn Arys, ex ciclista su strada e pistard belga
- 21 luglio - Milan Bubalo, calciatore serbo
- 21 luglio - Pierlorenzo Buzzelli, pallavolista italiano
- 21 luglio - Quinton Dial, giocatore di football americano statunitense
- 21 luglio - Franck Elemba, pesista congolese (Repubblica del Congo)
- 21 luglio - Pilip Ivanoŭ, calciatore bielorusso
- 21 luglio - Anna Maiwald, multiplista tedesca
- 21 luglio - Whitney Mercilus, ex giocatore di football americano statunitense
- 21 luglio - Fabrice N'Sakala, calciatore francese
- 21 luglio - Daniel Reyes Avellán, ex calciatore nicaraguense
- 21 luglio - Elvis Sarić, calciatore croato
- 21 luglio - Erislandy Savón, pugile cubano
- 21 luglio - Whitney Toyloy, modella svizzera
- 21 luglio - Eirik Valla Dønnem, giocatore di calcio a 5 e ex calciatore norvegese
- 21 luglio - Hendrick Zuck, calciatore tedesco
- 21 luglio - Marquinhos Gabriel, calciatore brasiliano
- 22 luglio - Camila Banus, attrice statunitense
- 22 luglio - Vincent Couturier, schermidore canadese
- 22 luglio - Milica Deura, cestista bosniaca
- 22 luglio - Kenneth Di Vita Jensen, calciatore norvegese
- 22 luglio - Juan Fernández, cestista argentino
- 22 luglio - Ieva Krastiņa, cestista lettone
- 22 luglio - Éverson Felipe Marques Pires, calciatore brasiliano
- 22 luglio - Sarah Michael, calciatrice nigeriana
- 22 luglio - Aleksandar Mitrović, cestista serbo
- 22 luglio - Park Hye-jin, cestista sudcoreana
- 23 luglio - Mohamed Abdelaal, judoka egiziano
- 23 luglio - Sanaa Altama, ex calciatore ciadiano
- 23 luglio - Johnson Bademosi, giocatore di football americano statunitense
- 23 luglio - Lanz Khan, rapper italiano
- 23 luglio - Gracie Carvalho, modella brasiliana
- 23 luglio - Taha Dyab, calciatore siriano
- 23 luglio - Rafael Forster, calciatore brasiliano
- 23 luglio - Charles Hérold, calciatore haitiano
- 23 luglio - Taylor Kemp, ex calciatore statunitense
- 23 luglio - Matic Kotnik, calciatore sloveno
- 23 luglio - Victoria Camps Medina, attrice e modella spagnola
- 23 luglio - Giulia Molinaro, golfista italiana
- 23 luglio - Dagny, cantante norvegese
- 23 luglio - Manuel Pleisch, ex sciatore alpino svizzero
- 23 luglio - Dejan Radonjić, ex calciatore tedesco
- 23 luglio - Kevin Reynolds, pattinatore artistico su ghiaccio canadese
- 23 luglio - Aaron Wahl, giocatore di football americano tedesco
- 24 luglio - Filipe Brigues, calciatore portoghese
- 24 luglio - Daveigh Chase, attrice statunitense
- 24 luglio - Angelo Dawkins, wrestler statunitense
- 24 luglio - Datone Jones, giocatore di football americano statunitense
- 24 luglio - Yuki Kikuchi, pattinatrice di short track giapponese
- 24 luglio - Aleksej Koncedalov, ex calciatore russo
- 24 luglio - Ilaria Lazzari, calciatrice italiana
- 24 luglio - Adolfo Lima, calciatore uruguaiano
- 24 luglio - Sergiu Muth, ex calciatore rumeno
- 24 luglio - Vasilij Pavlov, ex calciatore russo
- 24 luglio - Valea Katharina Scalabrino, attrice tedesca
- 24 luglio - Dean Stoneman, pilota automobilistico britannico
- 24 luglio - David Sánchez, sollevatore spagnolo
- 24 luglio - Robbie Tice, giocatore di calcio a 5 e ex calciatore canadese
- 24 luglio - Tucker Knight, wrestler statunitense
- 24 luglio - Mekeil Williams, calciatore trinidadiano
- 25 luglio - Margot Bailet, ex sciatrice alpina francese
- 25 luglio - Nacer Bouhanni, ex ciclista su strada francese
- 25 luglio - Carlos Carbonero, ex calciatore colombiano
- 25 luglio - Derek Carrier, giocatore di football americano statunitense
- 25 luglio - Alexianne Castel, nuotatrice francese
- 25 luglio - Orlando Gaona, calciatore paraguaiano
- 25 luglio - Chris Newsome, cestista filippino
- 25 luglio - Cristovam, calciatore brasiliano
- 25 luglio - Raphael Rossi, calciatore brasiliano
- 25 luglio - Raúl Ruidíaz, calciatore peruviano
- 25 luglio - Jake Schatz, rugbista a 15 australiano
- 25 luglio - Marvin Sonsona, pugile filippino
- 25 luglio - Isabelle Stiepel, ex sciatrice alpina tedesca
- 25 luglio - Stefan Strandberg, ex calciatore norvegese
- 25 luglio - Ondřej Vaněk, calciatore ceco
- 25 luglio - Mubarak Wakaso, calciatore ghanese
- 26 luglio - Nicolás Berardo, calciatore argentino
- 26 luglio - Jalston Fowler, giocatore di football americano statunitense
- 26 luglio - Jesús Herrada, ciclista su strada spagnolo
- 26 luglio - Makazole Mapimpi, rugbista a 15 sudafricano
- 26 luglio - Marc Roberts, calciatore inglese
- 26 luglio - Jean Salumu, cestista belga
- 26 luglio - Bianca Santos, attrice e produttrice cinematografica statunitense
- 26 luglio - Tarabarova, cantante ucraina
- 27 luglio - Dani Aquino, calciatore spagnolo
- 27 luglio - Victoria Aveyard, scrittrice e sceneggiatrice statunitense
- 27 luglio - Eduardo Bettoni, judoka brasiliano
- 27 luglio - Sokol Çikalleshi, calciatore albanese
- 27 luglio - Germanò, cantautore italiano
- 27 luglio - Indiana Evans, attrice, cantante e ex modella australiana
- 27 luglio - Christine Flores, ex cestista statunitense
- 27 luglio - Michi Goto, calciatrice giapponese
- 27 luglio - Paolo Hurtado, calciatore peruviano
- 27 luglio - Dennis Iapichino, calciatore svizzero
- 27 luglio - Glory Johnson, ex cestista statunitense
- 27 luglio - Cheyenne Kimball, cantautrice e musicista statunitense
- 27 luglio - Abdel Lamanje, ex calciatore francese
- 27 luglio - Gerek Meinhardt, schermidore statunitense
- 27 luglio - Nemanja Mitrović, ex cestista bosniaco
- 27 luglio - Silvia Pisano, ex calciatrice italiana
- 27 luglio - Ksenija Sankovič, ginnasta bielorussa
- 27 luglio - Kriti Sanon, attrice indiana
- 27 luglio - David Storl, pesista tedesco
- 28 luglio - Dian Luka, giocatore di calcio a 5 brasiliano
- 28 luglio - T.J. Carrie, giocatore di football americano statunitense
- 28 luglio - David Cournooh, cestista italiano
- 28 luglio - Alex Di Giorgio, nuotatore italiano
- 28 luglio - Lukáš Lupták, calciatore slovacco
- 28 luglio - Yulián Mejía, ex calciatore colombiano
- 28 luglio - Roberto Rodríguez, calciatore svizzero
- 28 luglio - Gëzim Shalaj, calciatore svizzero
- 28 luglio - Takuya Wada, calciatore giapponese
- 28 luglio - Emma Wareus, modella botswana
- 28 luglio - Soulja Boy, rapper, produttore discografico e attore statunitense
- 28 luglio - Ramiz Çovdarov, giocatore di calcio a 5 azero
- 29 luglio - Filip Barović, cestista montenegrino
- 29 luglio - Munro Chambers, attore canadese
- 29 luglio - Johnathan Cyprien, giocatore di football americano statunitense
- 29 luglio - Alberto Guitián, calciatore spagnolo
- 29 luglio - Michał Janota, calciatore polacco
- 29 luglio - Francisca Lara, calciatrice cilena
- 29 luglio - Ivan Lenđer, nuotatore serbo
- 29 luglio - Kevin Moore, velocista australiano
- 29 luglio - Michele Pesenti, pallanuotista italiano
- 29 luglio - Matt Prokop, attore statunitense
- 29 luglio - Oleg Šatov, allenatore di calcio e ex calciatore russo
- 29 luglio - Anna Seleznëva, supermodella russa
- 29 luglio - Shin Sae-kyeong, attrice sudcoreana
- 29 luglio - Miroslav Stevanović, calciatore bosniaco
- 29 luglio - Taco Hemingway, rapper polacco
- 30 luglio - Ahmed Hamoudi, calciatore egiziano
- 30 luglio - Erlend Bjøntegaard, ex biatleta norvegese
- 30 luglio - Valentina Colombo, attrice italiana
- 30 luglio - Alyson Dudek, pattinatrice di short track statunitense
- 30 luglio - Dominic Dwyer, calciatore inglese
- 30 luglio - Corry Evans, calciatore nordirlandese
- 30 luglio - Diogo Ferreira, astista portoghese
- 30 luglio - Matt Hookings, attore britannico
- 30 luglio - Guy-Michel Landel, calciatore guineano
- 30 luglio - Chris Maxwell, calciatore gallese
- 30 luglio - Arthur Oliveira, giocatore di calcio a 5 brasiliano
- 30 luglio - Lia Parolari, ex ginnasta italiana
- 30 luglio - Shekinna Stricklen, ex cestista statunitense
- 30 luglio - Eliot Sumner, cantautrice, musicista e disc jockey britannica
- 30 luglio - Bandja Sy, cestista francese
- 30 luglio - April Sykes, ex cestista statunitense
- 30 luglio - Tekio, calciatore spagnolo
- 30 luglio - Ellips, cantante finlandese
- 30 luglio - Dinko Trebotić, calciatore croato
- 30 luglio - Miki Yahata, ex pallavolista giapponese
- 31 luglio - Besart Abdurahimi, calciatore macedone
- 31 luglio - Kim Amb, giavellottista svedese
- 31 luglio - Sandra Amer Hamad, modella danese
- 31 luglio - José António, cestista angolano
- 31 luglio - Manuel Bleda, calciatore spagnolo
- 31 luglio - Diego Fabbrini, calciatore italiano
- 31 luglio - Ol'ga Gal'čenko, giocoliera russa
- 31 luglio - Igor' Golban, calciatore russo
- 31 luglio - Tomohiro Hasegawa, fumettista giapponese
- 31 luglio - Ido Levy, calciatore israeliano
- 31 luglio - Illja Michal'ov, ex calciatore ucraino
- 31 luglio - Nguyễn Tuấn Mạnh, calciatore vietnamita
- 31 luglio - Jaime Romero, calciatore spagnolo
- 31 luglio - Marianela Szymanowski, calciatrice argentina